# Мостки (Малопольське воєводство)
Мо́стки (пол. Mostki) — село в Польщі, у гміні Старий Сонч Новосондецького повіту Малопольського воєводства.
Населення — 688 осіб (2011).
У 1975—1998 роках село належало до Новосондецького воєводства.

## Демографія
Демографічна структура станом на 31 березня 2011 року:
|          | Загалом | Допрацездатний вік | Працездатний вік | Постпрацездатний вік |
| -------- | ------- | ------------------ | ---------------- | -------------------- |
| Чоловіки | 327     | 87                 | 220              | 20                   |
| Жінки    | 361     | 84                 | 221              | 56                   |
| Разом    | 688     | 171                | 441              | 76                   |